# T-Series
Super Cassettes Industries Private Limited, com o nome comercial T-Series é uma gravadora indiana e produtora cinematográfica fundada por Gulshan Kumar em 1983. É conhecida principalmente pela música Bollywood, trilhas sonoras e música Indi-pop. A partir de 2017, a T-Series se tornou uma das maiores gravadoras indianas, junto com a Zee Music e a Sony Music India. Em maio de 2019, o canal da empresa indiana foi o primeiro da história do YouTube a alcançar os 100 milhões de inscritos.

## História
Kumar, inicialmente um vendedor de sucos de frutas em Deli, fundou a T-Series como uma pequena empresa que vendia músicas pirateadas de Bollywood, antes que a empresa eventualmente começasse a produzir sua própria música de Bollywood. Seu avanço veio com a trilha sonora do blockbuster de Bollywood de 1988, Qayamat Se Qayamat Tak, composto por Anand-Milind, escrito por Majrooh Sultanpuri, e estrelado por Aamir Khan e Juhi Chawla, que se tornou um dos álbuns de música indiana mais vendidos dos anos 80. Eles acabaram se tornando uma das principais gravadoras com o lançamento de Aashiqui (1990), composto por Nadeem-Shravan, que vendeu 2 crore (20 milhões) cópias na Índia e se tornou o álbum de trilha sonora indiano mais vendido de todos os tempos. No entanto, Gulshan Kumar foi assassinado pelo sindicato da máfia de Mumbai, D-Company, em 1997. Desde então, a T-Series foi liderada por seu filho Bhushan Kumar e seu irmão mais novo, Krishan Kumar.

### T-Series no YouTube
O canal de T-Series no YouTube foi criado em 13 de Março de 2006, porém o primeiro vídeo do canal foi postado no final de 2010.
O canal da empresa no Youtube, que mostra principalmente vídeos de música, bem como trailers de filmes, é o canal mais visto do YouTube, com mais de 248 bilhões de visualizações e mais de 260 milhões de inscritos a partir de 29 de Fevereiro de 2024, também um dos maiores canais do mundo, junto de PewDiePie, onde ambos canais variam em mais inscritos. Esta concorrência entre os 2 maiores canais do YouTube ficou conhecida no mundo todo e muitos YouTubers fizeram propaganda de ambos lados, #SubToPewDiePie por exemplo, sendo a mais famosa. Além disso, o T-Series tem uma rede multicanal, com 29 canais que juntos têm mais de 600 milhões de assinantes no YouTube em 29 de Fevereiro de 2024.
O canal da empresa indiana ultrapassou PewDiePie no dia 27 de março de 2019, assim se tornando o canal com mais inscritos no Youtube, com mais de 90 milhões de inscritos. Porém, PewDiePie retomou a primeira posição no dia 1 de abril de 2019, acabando com o a primeira posição que permanecia ao T-Series. No dia 14 de abril, o T-Series passou novamente PewDiePie e é o canal com mais inscritos no Youtube, com mais de 100 milhões de inscritos.

### 100 milhões de inscritos
O T-Series detém o posto de primeiro canal do YouTube a conseguir 100 milhões de inscritos. O recorde foi alcançado no dia 29 de maio de 2019. O canal indiano concorria pelo título com o YouTuber PewDiePie.
O site SocialBlade projetou que o recorde seria batido em maio.
O T-Series alcançou 1 milhão de inscritos em 2013 e manteve seu ritmo de crescimento. Em 2016, chegou aos 10 milhões de inscritos e em 2018 aos 50 milhões. Em 2019 dobrou seu tamanho e entrou para a história como primeiro canal a atingir a marca dos 100 milhões de seguidores.
Em dezembro de 2021, o T-Series conseguiu a marca de 200 milhões de inscritos, um dos únicos canais do YouTube a chegarem nessa marca, porém, o Youtube não entregou a placa de 200 milhões para o canal, sendo algo inédito na história do Youtube.
Após esse feito, o canal entrou em um período de maior estagnação desde 2017, sendo ultrapassada pelo MrBeast dia 1 de junho de 2024